# Département de Comandante Fernández
Le département de Comandante Fernández est une des 25 subdivisions de la province du Chaco, en Argentine. Son chef-lieu est la ville de Presidencia Roque Sáenz Peña.
Le département a une superficie de 1 500 km2. Sa population s'élevait à 88 164 habitants au recensement de 2001.

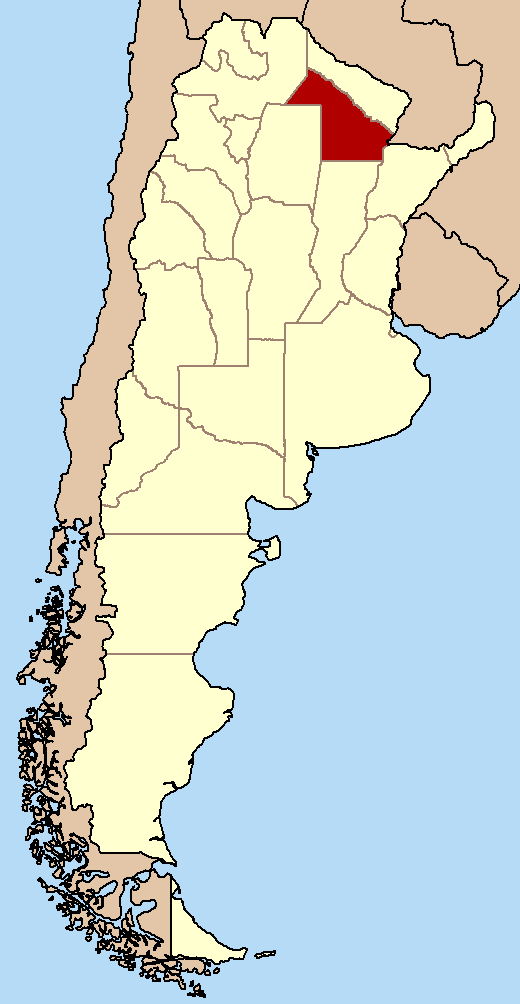
Localisation de la province du Chaco en Argentine.